# 國王唱片
國王唱片（日語：キングレコード，又稱皇聲唱片、帝王唱片）是日本出版業者講談社旗下的唱片公司，於1931年成立。成立初期原本是講談社內部的部門，其後於1951年才獨立成為一家公司運作。

## 概要
最近音樂業界的不景氣中，根據ORICON2011年前半期的音樂單曲市場報告指出，AKB48、水樹奈奈提高其企業的排名。
1971年7月2日於香港設立子公司「皇聲洋行有限公司」（Hong Kong King Yoko Ltd.），2005年2月18日解散。歌手關正傑的歌曲《變色龍》原版，漫畫家高橋留美子的漫畫《福星小子》香港中文版，均由皇聲洋行發行。

## 歷史

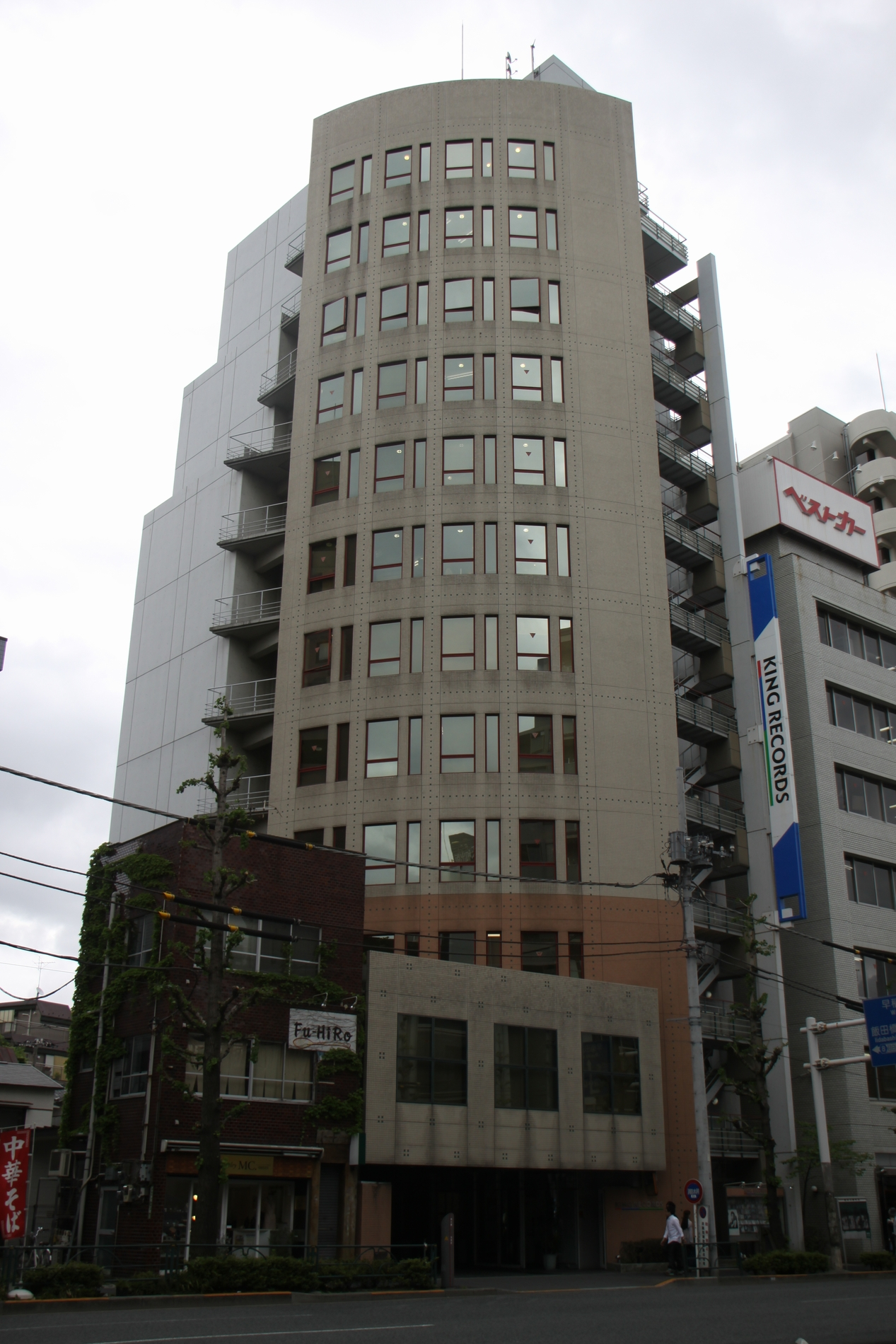
King Records總部

- 昭和6年（1931年）1月：大日本雄辯會講談社設立其唱片部門，其後部門命名為「King Records」。
- 昭和16年（1941年）：唱片部門被陸軍省強制更名為「富士」。
- 昭和26年（1951年）：戰後，正式成立株式會社，並獲得美國Capitol唱片的代理合約。
- 昭和29年（1954年）：發售首張唱片，以迪卡唱片公司「倫敦」系列全頻段錄音古典音樂為原盤製作的密紋唱片（LP）。（海頓「時鐘」等）
- 昭和30年（1955年）：Capitol唱片被英國EMI收購，其唱片代理權被東京芝浦電氣唱片事業部（其後的東芝EMI、日本EMI音樂）取代。
- 昭和34年（1959年）2月28日：發售首張立體聲音樂唱片（以迪卡唱片公司的「倫敦」系列古典音樂及全頻段立體聲古典音樂為原盤）。值得一提的是，首張唱片是由卡尔·明兴格尔指揮斯圖加特室內管弦樂團演奏的「四季」（SLB-1[3]）。其首版唱片銷售高達2萬張，是當時立體聲古典音樂唱片的異例。
- 昭和34年：開始自行灌錄立體聲音樂唱片。
- 昭和56年（1981年）10月：迪卡唱片被寶麗金收購，該公司的古典唱片的代理權均改由倫敦唱片（其後被寶麗多唱片併購）繼承。但在迪卡唱片強烈要求下，King Records仍能發售早期的立體聲古典音樂唱片。因此作品重售時曾出現King Records和寶麗多交替推出唱片的情況。
- 昭和58年（1983年）：推出首張CD：朝比奈隆指揮演奏的交響詩「查拉圖斯特拉如是說」。
- 昭和60年（1985年）：家電製造商三洋電機入股並簽署業務合作協定，成為三洋重點CD發行商。
- 昭和61年（1986年）：旗下製作人高和元彥推出高品質類比密紋唱片「The Super Analog Disc」，獲得國內外高度評價，並成為類比唱片的先行者。（初期由JVC發行）
- 平成2年（1990年）：創業時起有業務合作關係的德國Telefunken公司旗下的Teldec被華納唱片收購，King Records的唱片代理權被收回。（現時代理權由日本華納音樂擁有）
- 平成5年（1993年）：新總部大樓落成。
- 平成8年（1996年）：關口台製作室落成。
- 平成10年（1998年）：江戶川橋製作室落成（購入破產的六興出版的製作室再改裝而成）。
- 平成12年（2000年）：迪卡唱片隨寶麗金被環球唱片收購，King Records擁有的古典音樂代理權被終止。
- 平成17年（2005年）：東京廣播公司（現在的TBS控股）入股並簽署業務合作協定。
- 平成23年（2011年）12月30日：旗下AKB48的「飛翔入手」獲得第53屆日本唱片大獎，是繼同社歌手梓美千代（1963年第5屆）、布施明（1975年第17屆）和大月都（日语：大月みやこ）（1992年第34屆，歌謡曲、演歌部門）後的第四組獲得唱片大獎的藝人。
- 平成24年（2012年）12月30日：AKB48「仲夏的Sounds good!」獲得第54屆日本唱片大獎，是第二年連續得獎，屬國王唱片史上首個藝人達成連續得獎。

## 外部連結
- 公司網站 （页面存档备份，存于）（日語）